# Рамсфелд, Дональд
До́нальд Генри Ра́мсфелд (англ. Donald Henry Rumsfeld; 9 июля 1932, Эванстон, Иллинойс — 29 июня 2021, Таос, Нью-Мексико) — американский политический, государственный и военный деятель; член Республиканской партии, министр обороны в 1975—1977 годах (администрация Джеральда Форда) и в 2001—2006 годах (администрация Джорджа Буша-младшего).
Лауреат награды «Хранитель Огня» от Центра политики безопасности США (1998).

## Биография
Дональд Генри Рамсфелд родился 9 июля 1932 года в семье Джорджа Дональда Рамсфелда и Джаннет Рамсфелд (урождённая Хастед). Его отец был родом из немецкой семьи, которая эмигрировала в США в 1870-е годы. Выросший в городе Уиннетка  (Иллинойс), в 1949 году Рамсфелд получил ранг Орла. (англ. Eagle Scout) в самой крупной скаутской организации — Boy Scouts of America. В 1943—1945 годах Рамсфелд жил в Коронадо (Калифорния), пока его отец служил на авианосце в Тихом океане во время Второй мировой войны.
Рамсфелд посещал частную среднюю школу Baker Demonstration School, затем окончил New Trier High School. Он поступил в Принстонский университет по стипендии. Во время его учёбы в Принстоне он стал капитаном команды по борьбе и капитаном футбольной команды Lightweight Football. В Принстоне его соседом по общежитию был ещё один будущий министр обороны — Фрэнк Карлуччи.
Рамсфелд женился на своей школьной подруге Джойс Пирсон 27 декабря 1954 года. У пары трое детей и шесть внуков.
Рамсфелд служил в ВМФ США с 1954 по 1957 год. 1 июля 1958 года он был переведён на военную базу Naval Air Station в г. Анакостия, округ Колумбия, в запас. 1 октября 1960 года Рамсфелд был назначен командиром самолёта Противолодочной эскадрильи 731 на военной базе Naval Air Station GrosseIle в штате Мичиган, где он пилотировал самолёт Грумман S-2 «Трекер».
Он был переведён в индивидуальный резерв первой очереди, когда он стал министром обороны США в 1975 году и вышел в отставку в звании капитана в 1989 году.

## Член конгресса
В 1957 году, при администрации президента Дуайта Эйзенхауэра, Рамсфелд занимал должность помощника по административной части конгрессмена от 11-го избирательного округа штата Огайо Дэвида Деннисона. В 1959 году Рамсфелд стал помощником по кадрам конгрессмена Роберта Гриффина от штата Мичиган.
Расмфелд был выбран в Палату представителей США от 13-го избирательного округа штата Иллинойс в 1962 году в возрасте 30 лет и был переизбран в 1964, 1966 и 1968 годах.

## Администрация Никсона
Рамсфелд ушёл из Конгресса в 1969 году во время своего четвёртого срока в администрацию Президента Ричарда Никсона. Он находился на различных исполнительных должностях при президентстве Никсона. В 1969 году Никсон решил реформировать и реорганизовать Департамент экономических возможностей США — организацию, созданную при администрации Кеннеди. Это организация, будучи частью программ президента Линдона Джонсона «Великое общество», была сильно расширена. Никсон назначил Рамсфелда Директором организации. Рамсфелд голосовал против создания Департамента экономических возможностей, когда он был в Конгрессе, и первоначально отклонил предложение Никсона, сославшись на личное убеждение, что Департамент экономических возможностей приносит больше вреда, чем пользы, и что он не является подходящей кандидатурой для этой должности. Он согласился только после того, как президент попросил его лично. Будучи директором этого Департамента, Рамсфелд стремился реорганизовать его, сделав так, чтобы Департамент стал «лабораторией для экспериментальных программ». В это время он взял Фрэнка Карлуччи и Дика Чейни к себе на службу.
Известный колумнист Джек Андерсон утверждал, что Рамсфелд сокращает расходы на программы помощи бедным и в то же время тратит тысячи на ремонт своего офиса. Рамсфелд написал ответ Андерсону, назвав обвинения ложью, и пригласил его посетить его офис. Несмотря на посещение офиса, Андерсон не отказался от своих заявлений, а только признал позже, что его статья была ошибкой.
Когда он ушёл из Департамента экономических возможностей в 1970 году, Никсон назначил Рамсфелда Советником Президента.
В феврале 1973 года, Рамсфелд занял пост Постоянного представителя США при НАТО в Брюсселе. Он выступал как представитель Соединённых Штатов по широкому кругу военных и дипломатических вопросов, и он также был приглашён в качестве посредника для урегулирования конфликта от имени США между Кипром и Турцией.

## Администрация Форда
В августе 1974 года Рамсфелд был отозван в Вашингтон, чтобы стать переходным председателем нового президента Джеральда Форда. Он был доверенным лицом Форда, с тех пор как он попал в Белый дом, когда Форд был лидером меньшинства. Когда новый президент занял должность, Форд назначил Рамсфелда Главой администрации президента США, где он работал с 1974 по 1975 год.
В октябре 1975 Форд назначил Рамсфелда 13-м министром обороны, Джордж Буш-старший был назначен директором ЦРУ.
Рамсфелд стремился пересмотреть концепцию постепенного сокращения бюджета на оборону и нарастить стратегические и военные силы США, умело подорвав усилия Государственного секретаря Генри Киссинджера на переговорах по ограничению стратегических вооружений ОСВ.

## Возвращение к частному бизнесу (1977—2000)

### Бизнес-карьера
В начале 1977 года Рамсфелд недолго читал лекции в Школе общественных и международных отношений имени Вудро Вильсона при Принстонском университете и в Школе менеджмента Келлог, расположенной в Чикаго, штат Иллинойс, рядом с его родным городом Эванстоном. Позже он переключил свои интересы на сферу бизнеса и с 1977 по 1985 год был Генеральным директором, президентом, а затем председателем всемирно известной фармацевтической компании G.D. Searle&Company, расположенной в Скоки, штат Иллинойс. Во время своего пребывания в Searle, Рамсфелд привёл компанию к финансовым улучшениям, за что получил премии от Wall Street Transcript (1980) и Financial World (1981). В 1985 году Searle была куплена Monsanto Company. Полагают, что с этой сделки Рамсфелд заработал $12 миллионов. Рамсфелд также был председателем и генеральным директором General Instrument Corporation с 1990 по 1993 год.
С 1997 года и до того, как Рамсфелд стал 21 министром обороны США в 2001 году, он был председателем Gilead Sciences. Gilead Sciences является разработчиком Tamiflu (Осельтамивир), который применялся для лечения птичьего гриппа. В результате, активы Рамсфелда в компании значительно выросли после того, как птичий грипп стал причиной всеобщего беспокойства во время второго срока Рамсфелда на посту министра обороны США.

### Частичная государственная служба
Во время своей бизнес-карьеры Рамсфелд продолжил частично работать на государственной службе. В ноябре 1983 года он был назначен Специальным посланником президента Рональда Рейгана на Ближнем Востоке, в период ирано-иракской войны. США хотели прекращения конфликта, и Рамсфелд был послан на Ближний Восток в качестве посредника от имени Президента США.
Когда Рамсфелд посетил Багдад 20 декабря 1983 года, он встретился с Саддамом Хусейном во дворце Саддама и провёл с ним полуторачасовые переговоры. Они в целом были против оккупации Ливана Сирией, стремились предотвратить сирийскую и иранскую экспансию, а также были против продажи оружия Ирану.
В своих мемуарах Рамсфелд написал, что его встреча с Хусейном «была предметом сплетен, слухов и теорий заговора более четверти века… Предположительно меня отправил на встречу с Хусейном президент Рейган или для переговоров по секретному нефтяному соглашению, помощи Ираку, или для того, чтобы сделать Ирак зависимым государством США. Правда в том, что наша встреча была более откровенной и менее драматичной».
Рамсфелд был активным участником проекта «Новый американский век». Это неоконсерваторский научно-исследовательский институт, занимающийся вопросами сохранения превосходства США. Кроме того, он был Директором по международным вопросам в организации «Юнайтед уэй (ов Америка)» с 1986 по 1989 год, а также был консультантом Госдепартамента США по внешней политике с 1990 по 1993 год.

## Возвращение в правительство (2001—2006)
Рамсфелд был назначен министром обороны, вскоре после того, как Джордж Буш-младший занял должность президента в 2001 году, несмотря на разногласия с предыдущим президентом Джорджем Бушем-старшим. На эту должность Рамсфелда порекомендовал Джорджу Бушу Дик Чейни.
Второе пребывание Рамсфелда на посту министра обороны закрепило за ним статус наиболее влиятельного главы Пентагона со времён Роберта МакНамары и одного из наиболее влиятельных членов Кабинета в администрации Буша.
Вслед за атаками 11 сентября 2001 года Рамсфелд спланировал и начал войну в Афганистане в 2001 году и военное вторжение в Ирак в 2003 году.

### Модернизация военного сектора
Первоначальная задача Рамсфелда, как было сказано президентом Бушем, была модернизация военного сектора и превращение его в лёгкие боевые силы. После вступления в должность Рамсфелд сразу же объявил о серии стремительных проверок, направленных на выполнение этого плана, и разработал новую стратегию обороны, более соответствующую 21 веку. Одним из его предложений было реорганизовать глобальную структуру командования Министерства обороны над Единым боевым командованием. Космическое командование Вооружённых сил США было расформировано, и было создано Северное командование Вооружённых сил США. Этот план был одобрен президентом Бушем и проводился под контролем Рамсфелда.

### 11 сентября 2001 года
Утром 11 сентября Рамсфелд выступал на встрече в Пентагоне. Позже он сообщил Ларри Кингу, что на той встрече он заявил: «в ближайшие два, четыре, шесть, восемь, десять, двенадцать месяцев в мире произойдет событие, которое будет достаточно шокирующим, чтобы напомнить людям вновь о том, как важно иметь сильное, здоровое оборонное ведомство, которое будет укреплять мир и стабильность в нашем мире. И это то, что укрепляет мир и стабильность».
После атаки самолёта, следовавшим рейсом 77 American Airlines на Пентагон, 11 сентября 2001 года, Рамсфелд вышел на парковку, чтобы помочь. Позднее он вспоминал о том дне: «Я хотел посмотреть, что произошло. Я хотел посмотреть, нужна ли людям помощь. Я спустился вниз и помог некоторым людям, которые были на носилках».

### Военные решения в связи с 11 сентября
Согласно записям, сделанным Стивеном Камбоном, 11 сентября Рамсфелд приказал своим помощникам искать доказательства о возможной причастности Ирака к случившемуся.
В своей книге «Известное и неизвестное» Рамсфелд написал: «Много было написано о том, что администрация Буша сфокусировала своё внимании на Ираке после 11 сентября. Комментаторы находили странным и излишне пристрастным желание Президента и его советников выяснить, стоял ли Саддам Хусейн за этими атаками. Я никогда не понимал этой полемики. Я понятия не имел, причастен к этому Ирак или нет, но со стороны любой администрации было бы безответственно не задаться этим вопросом».

### АфганистаниИрак
После начала войны в Афганистане Рамсфелд принял участие во встрече, посвящённой рассмотрению плана действий в чрезвычайных ситуациях Министерства обороны США на случай войны с Ираком. По плану предусматривалось количество войск до 500 000 человек, что Рамсфелду казалось слишком большим. Гордони Трейнор писал: После того, как генерал Ньюболд изложил план, было ясно, что Рамсфелд становится все более раздражённым. Для него план требовал слишком большого количества войск и провианта, а также требовал слишком много времени для выполнения.
План Рамсфелда состоял в молниеносном вторжении, по которому Багдад будет взят в течение месяца с небольшим количеством потерь со стороны США. Многие правительственные здания, а также основные музеи, система генерации электрической энергии и даже нефтяное оборудование пострадали от мародёров и вандалов в переходный период после падения режима Саддама Хусейна и до установления Временного правительства. Жестокое восстание началось вскоре после начала военной операции. После того как правительство Германии и Франции выступили против вторжения в Ирак, Рамсфелд назвал эти страны частью «старой Европы», имея в виду, что страны, поддерживающие войну, являются частью новой, современной Европы.
В результате Рамсфелд положил начало дискуссии о том, достаточно ли по численности войска, направленные в Ирак. В интервью британской газете «Дейли телеграф» в сентябре 2007 года, генерал Майк Джексон, глава британской армии в ходе вторжения в Ирак, подверг критике планы Рамсфелда по вторжению в Ирак, назвав их «интеллектуальным банкротством», добавив, что Рамсфелд «один из наиболее ответственных людей за текущую ситуацию в Ираке», и что он полагает «подход США к борьбе с глобальным терроризмом является „неадекватным“ и слишком сфокусированным на военной компоненте, чем на построении государства и дипломатии».
В октябре 2003 года Рамсфелд лично одобрил секретную «дорожную карту» Пентагона по связям с общественностью, требуя провести «границы» между информационными операциями за рубежом и сообщениями СМИ в стране.

### Пытки и издевательства над заключёнными
Министерство обороны заранее беспокоилось о задержании и допросах, захваченных пленных на поле боя. Опасения усилились в ходе сосредоточения вооружённых сил в период до начала Войны в Ираке. Поскольку многие войска Саддама Хусейна сдавались, когда сталкивались с военными действиями, многие чиновники в Министерстве Обороны, включая Рамсфелда и Центрального главнокомандующего США Томми Фрэнкса, решили, что в интересах всех будет передать заключённых в руки местных властей соответствующих стран.
В докладной записке, прочитанной Рамсфелдом, о том, как следователи Гуантанамо будут вызывать стрессовое состояние у заключённых, заставляя их оставаться стоящими в одном положении максимум до четырёх часов, Рамсфелд сделал пометку на полях: «Я стою по 8—10 часов в день. Зачем ограничивать стояние заключенных четырьмя часами? Д. Р.».
Многие организации, такие как Human Rights Watch, призвали провести расследование в отношении причастия Рамсфелда к управлению Войной в Ираке и его поддержке политики администрации Буша по усилению техник допроса. В 2005 году Американский союз защиты гражданских свобод и Хьюман Райтс Вотч подали иск против Рамсфелда и высших должностных правительственных лиц "от имени 8 людей, которые заявили, что они подвергались пыткам и унижениям войсками США под руководством министра обороны Дональда Рамсфелда.
Дональд Вэнс и Натан Эртел подали иск против правительства США и Рамсфелда на той же почве, якобы утверждая, что их пытали и что их права согласно habeas corpus были нарушены.
В 2007 году федеральный районный судья Томас Хоган постановил, что Рамсфелд не может лично нести ответственность за действия, совершённые в связи с его правительственной работой.
В 2011 году Американский союз защиты гражданских свобод безуспешно попытался возобновить дело.

### Отставка
Восемь генералов и адмиралов в отставке потребовали от Рамсфелда уйти в отставку в начале 2006 года. Случай получил название «Бунт генералов». Они обвиняли его в «отвратительном» военном планировании и недостатке стратегической компетенции.
Комментатор Патрик Бьюкенен сообщил в то время, что колумнист «Вашингтон пост» Дэвид Игнатиус, который часто бывал в Ираке и поддерживал войну, заявил, что взгляды генералов и адмиралов являются отражением взглядов более 75 % офицеров, находящихся на войне.
На протяжении этой истории Буш поддерживал своего министра, заявив, что «Рамсфелд — это именно то, что надо».

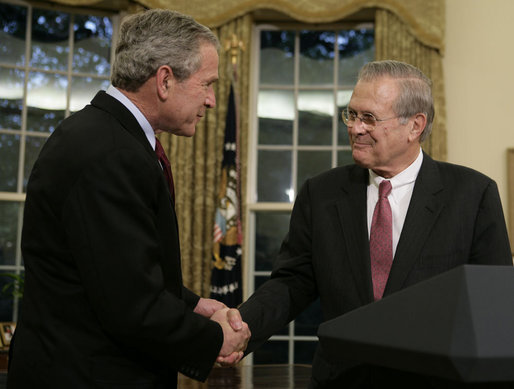
Рамсфелд обменивается рукопожатиями с президентом Джорджем Бушем-младшим после того, как Буш объявил об отставке Рамсфелда, 8 ноября 2006 года.

1 ноября 2006 года Буш заявил, что Рамсфелд останется на посту министра обороны до конца его президентства.
3 ноября 2006 года — за четыре дня до выборов — в Чикаго, в знак протеста против вторжения США в Ирак, совершил публичный акт самосожжения антивоенный активист Малакай Ричер, сделавший заявление в своей предсмертной записке: «…Если я должен платить за вашу варварскую войну, я выбираю не жить в вашем мире».
В том же послании он, в частности, винил себя за то, что не использовал возможности убить Дональда Рамсфелда, дабы спасти тысячи жизней невинных людей.
Однако смерть Ричера в ближайшую неделю не получила освещения в прессе и осталась незамеченной для широкой публики.
6 ноября Рамсфелд написал письмо об отставке, и, согласно штемпелю на письме, Буш получил его 7 ноября — в День выборов.
На выборах Палата представителей США и Сенат перешли под контроль демократов. После выборов 8 ноября Буш заявил, что Рамсфелд уйдёт с позиции министра обороны. Многие республиканцы были огорчены задержкой, полагая, что они бы набрали больше голосов, если бы голосующие знали об отставке Рамсфелда.
Буш назначил Роберта Гейтса преемником Рамсфелда.
Эти изменения были утверждены Сенатом США, и 18 декабря 2006 года Гейтс официально сменил Рамсфелда на посту.

## Выход на пенсию и смерть (2006—2021)
После выхода на пенсию Рамсфелд посетил издательские дома Нью-Йорка для публикации предполагаемых мемуаров. Он заключил соглашение с Penguin Group на издание книги.
В связи с публикацией книги «Известное и неизвестное», Рамсфелд основал «Документы Рамсфелда» — сайт с документами, «относящимся к сноскам» книги и его службе в администрации Джорджа У. Буша.
В течение нескольких месяцев, после публикации книги, сайт был расширен за счёт добавления «ряда других документов из [его] архива».
Рамсфелд был награждён премией «Защитник конституции» в 2011 году на конференции «Консервативных политических действий», которая проходила в Вашингтоне 10 февраля 2011 года.
После своей отставки Рамсфелд неоднократно критиковал бывшего Госсекретаря США Кандолизу Райс. В 2011 году она наконец-то ответила, заявив, что Рамсфелд, «не знает, о чём говорит».
В феврале 2011 года Рамсфелд одобрил отмену политики «Не спрашивай, не говори», заявив, что разрешение геям и лесбиянкам открыто служить является «идеей, время которой пришло».
Рамсфелд умер 29 июня 2021 года от миеломной болезни.

## Дважды министр обороны
Рамсфелд был 13-м министром обороны с 1975 по 1977 год при президенте Джеральде Форде и 21-м министром обороны с 2001 по 2006 год при президенте Джордже Буше. В 1970-е годы он был самым молодым, а после повторного назначения стал самым пожилым министром обороны в истории США.
Включая время пребывания на посту министра обороны при администрации Форда, Рамсфелд является вторым по длительности пребывания в этой должности после главы Пентагона в ходе войны во Вьетнаме Роберта Макнамары, который пробыл в должности на девять дней дольше.
В 1983 году посетил Ирак, где встретился с Саддамом Хусейном. Во время второго срока был сторонником и основным исполнителем плана войны в Ираке.

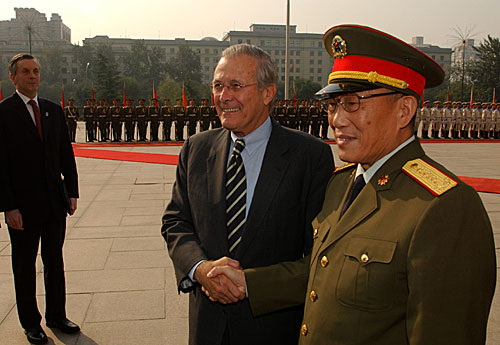
Дональд Рамсфелд и Цао Ганчуань

Рамсфелд родился в штате Иллинойс, поступил в Принстонский университет, который окончил в 1954 году. После трёхлетней службы в ВМФ США он решил баллотироваться в Конгресс от 13-го избирательного округа штата Иллинойс, выиграв на выборах в 1962 году в возрасте 30 лет. Рамсфелд неохотно принял назначение президента Ричарда Никсона на пост главы Департамента экономических возможностей в 1969 году. Затем он был назначен советником Никсона. Рамсфелд также возглавил Программу экономической стабилизации перед назначением послом США в НАТО. После отзыва в Вашингтон в августе 1974 года Рамсфелд был назначен президентом Фордом Главой администрации президента США. Он принял на работу бывшего конгрессмена Дика Чейни, который последует за ним, когда Форд назначит Рамсфелда министром обороны в 1975 году.

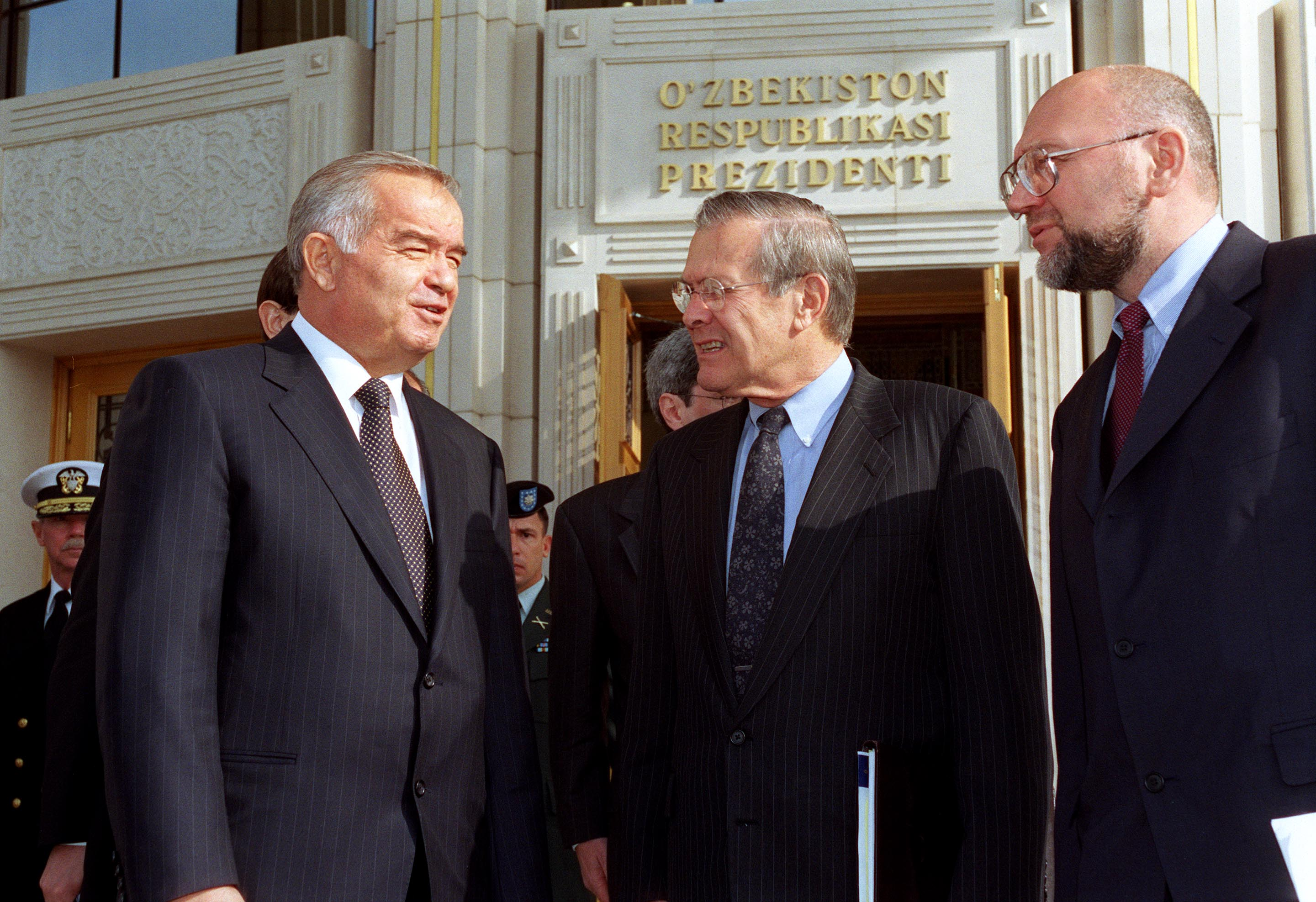
Дональд Рамсфелд с Исламом Каримовым, Узбекистан 2001 год

Когда Форд проиграл выборы в 1976 году, Рамсфелд вернулся в частный бизнес. Он был назначен президентом фармацевтической компании G.D. Searle&Company. В течение работы в этой компании он возглавлял легализацию аспартама. Позже он был назначен генеральным директором General Instrument с 1990 по 1993 год и председателем Gilead Sciences с 1997 по 2001 год.
Рамсфелд был рекомендован на должность министра обороны вице-президентом Диком Чейни в конце 2000 года. В январе 2001 года президент Джордж Буш назначил Рамсфелда министром обороны США. Его правление было отмечено как одно из самых ключевых в современной истории. Рамсфелд играл решающую роль в планировании ответного удара США после событий 11 сентября 2001 года, который включал в себя две войны (в Афганистане и в Ираке).

## История деятельности

### Участие в институтах
- Центр политики безопасности;
- Гуверовский институт: Член правления;
- Проект «Новый американский век»;
- Freedom House: Член совета;
- Корпорация RAND: Член совета 1981—1986; 1995—1996;
- Бильдербергский клуб: Член клуба;
- Комитет за Свободный мир: Бывший председатель;
- Богемский клуб: Член клуба.

### Корпоративные связи и бизнес-интересы
- Eastern AirLines: Бывший директор-Ежегодные отчёты Eastern AirLines свидетельствуют о том, что Дональд Рамсфелд был членом Совета директоров Eastern AirLines;
- Gilead Sciences: начал работать в должности директора в 1988 г., стал председателем (1997—2001);
- General Instrument Corporation: Председатель и генеральный директор(1990-93);
- G.D. Searle pharmaceutical company: Генеральный директор/Председатель/Президент (1977—1985);
- Bechtel Corporation: Участвовал в переговорах с Iraq-Bechtel в 1980-х по проекту трубопровода;
- Gulfstream Aerospace: Бывший директор;
- Tribune Company: Бывший директор;
- Metricom, Inc.: Бывший директор;
- Sears, Roebuck and Co.: Бывший директор;
- ABB AB: Бывший директор;
- Компания Kellogg: директор 1985—199?;
- Amylin Pharmaceuticals: Бывший директор.

## Позиция
- Американист Олег Реут указывал (сент. 2009), что «пока в Соединённых Штатах не отменена так называемая концепция „capabilities-based strategy“, основным вдохновителем которой выступал экс-министр обороны США Д. Рамсфелд. В соответствии с ней в основу стратегии должна быть положена не парадигма угроз, а концепция создания универсального набора сил и средств, которые обеспечат победу над любым противником»[64].

## Цитаты
- «Есть известные известные — вещи, о которых мы знаем, что знаем их. Есть также известные неизвестные — вещи, о которых мы знаем, что не знаем. Но ещё есть неизвестные неизвестные — это вещи, о которых мы не знаем, что не знаем их»[65][b].
- «Милтон [Фридман] — живое воплощение истины, согласно которой „идеи имеют последствия“» (Дональд Рамсфелд, май 2002 года).

— Что вы считаете вашей самой большой ошибкой на посту министра обороны США? 
Дональд Рамсфелд: Думаю, что осталось со мной навсегда, это понимание того, что война — это провал внешней политики. И каждый раз когда руководство страны участвует в войне, это означает потерю человеческих жизней. А каждая человеческая жизнь — это сокровище. Война означает, что будут раненые, что чьи-то жизни и жизнь их родственников полностью изменятся. Это — тяжелая ноша. Я провел немало времени, посещая госпитали в США, Афганистане и Ираке, встречаясь с военнослужащими и их семьями, и каждый раз задавал себе этот вопрос: как объяснить им, во имя чего принесена эта жертва, как объяснить им, что она важна…

## Образ в искусстве и медиа
- В художественном фильме 2018 года «Власть» роль Рамсфелда исполнил Стив Карелл.
- В телесериале канала Showtime 2022 года «Первая леди» роль Рамсфелда исполнил Дерек Сесил.

### Комментарии
1. ↑  «Участники первого дня слушаний, посвященного политике Соединенного Королевства в отношении Ирака в 2001 году, рассказали, что до сентября 2001 года „иракский вопрос“ в США находился под контролем госдепартамента и тогдашнего его главы Колина Пауэлла, который сдерживал горячие головы в Вашингтоне. Но поддержка сторонников „смены власти“ в Ираке, по их словам, значительно возросла в США после того, как курирование „иракской политики“ было передано — после терактов 11 сентября — главе Пентагона Дональду Рамсфелду» .
2. ↑  Британский статистик Дэвид Хэнд отмечает, что Рамсфельд тонко уловил сущность такого явления как тёмные данные[66].

### Сноски
1. ↑  https://www.nytimes.com/2021/06/30/us/politics/donald-rumsfeld-dead.html
2. ↑  https://www.chicagotribune.com/news/ct-xpm-1988-05-05-8803140532-story.html
3. 1 2 3  Чешская национальная авторитетная база данных
4. ↑  Donald H. Rumsfeld - Leadership - Harvard Business School
5. ↑  Searle family (англ.)
6. ↑  Умер готовивший ответ на теракты 11 сентября экс-глава Пентагона Рамсфелд :: Общество :: РБК. Дата обращения: 30 июня 2021. Архивировано 30 июня 2021 года.
7. ↑  Моя автобиография Архивная копия от 16 января 2017 на Wayback Machine, Доналд Рамсфелд, 1946
8. ↑  Graham, 2009, pp. 15, 16.
9. ↑  Donald Henry Rumsfeld (недоступная ссылка)
10. ↑  Радиоинтервью с министром обороны Доналдом Рамсфелдом на Радио KOGO. Дата обращения: 30 июня 2013. Архивировано 2 марта 2010 года.
11. ↑  Kris Habermehl. Fire Breaks Out At Prestigious High School (англ.) (25 января 2007). Дата обращения: 28 июня 2008. Архивировано из оригинала 31 октября 2007 года.
12. 1 2  DefenseLink’s Rumsfeld Biography. Дата обращения: 30 июня 2013. Архивировано из оригинала 7 июля 2006 года.
13. ↑  RUMSFELD, Donald Henry Архивная копия от 25 апреля 2007 на Wayback Machine on Biographical Directory of the United States Congress. Accessed April 22, 2007.
14. ↑  Donald Rumsfeld Архивная копия от 1 июня 2008 на Wayback Machine biography from Whitehouse.gov. Accessed April 22, 2007.
15. ↑  Rumsfeld, 2011, pp. 119—121.
16. 1 2  Rumsfeld, 2011, p. 125.
17. ↑  Graham, 2009, p. 75.
18. ↑  Rumsfeld, 2011, p. 157.
19. ↑  Veto Battle 30 Years Ago Set Freedom of Information Norms. Scalia, Rumsfeld, Cheney Opposed Open Government Bill (англ.). National Security Archive (23 ноября 2004). Дата обращения: 30 августа 2019. Архивировано 13 июня 2019 года.
20. ↑  Sciolino, Elaine; Schmitt, Eric (8 января 2001). Defense Choice Made a Name As an Infighter. New York Times. Дата обращения: 18 августа 2008.
21. ↑  Winter comes for a Beltway lion; Rumsfeld rose and fell with his conviction intact. Chicago Tribune. 12 ноября 2006. p. 17.
22. ↑  Press Releases: Gilead. Дата обращения: 3 июня 2007. Архивировано из оригинала 19 июня 2007 года.
23. ↑  Rumsfeld, 2011, p. 6.
24. ↑  Bush, 2010, pp. 83—84.
25. ↑  Dave Moniz. Rumsfeld's abrasive style sparks conflict (англ.). USA Today (9 декабря 2002). Дата обращения: 17 ноября 2011. Архивировано 27 января 2012 года.
26. 1 2  Defense.gov Transcript: Secretary Rumsfeld Interview with Larry King, CNN. Дата обращения: 10 марта 2014. Архивировано 6 октября 2006 года.
27. ↑  http://www.911commission.gov/report/911Report.pdf Архивная копия от 30 декабря 2017 на Wayback Machine, p.54
28. ↑  Joel Roberts. Plans For Iraq Attack Began On 9/11 (англ.). CBS News (4 сентября 2002). Дата обращения: 7 октября 2009. Архивировано 25 мая 2006 года.
29. ↑  Rumsfeld, 2011, p. 347: «Much has been written about the Bush administration's focus on Iraq after 9/11. Commentators have suggested that it was strange or obsessive for the President and his advisers to have raised questions about whether Saddam Hussein was somehow behind the attack. I have never understood the controversy. I had no idea if Iraq was or was not involved, but it would have been irresponsible for any administration not to have asked the question».
30. ↑  Id.Gordon, Michael R. and Bernard E. Trainor, Cobra II: The Inside Story of the Invasion and Occupation of Iraq, 2006. Book excerpt from the Denver Post
31. ↑  Outrage at 'old Europe' remarks. BBC News. 23 января 2003. Архивировано 24 октября 2019. Дата обращения: 1 мая 2010.
32. ↑  «Gen Sir Mike Jackson’s attack draws US ire» Архивная копия от 17 октября 2007 на Wayback Machine, Daily Telegraph (online), September 1, 2007
33. ↑  National Security Archive, "Rumsfeld’s Roadmap to Propaganda, " National Security Archive Electronic Briefing Book No. 177, January 26, 2006, http://www.gwu.edu/~nsarchiv/NSAEBB/NSAEBB177/ Архивная копия от 4 февраля 2006 на Wayback Machine
34. ↑  «Rumsfeld 'the best'» — CNN. Дата обращения: 10 марта 2014. Архивировано 11 мая 2004 года.
35. ↑  John Diamond. Rumsfeld OK'd harsh treatment. USA Today (23 июня 2004). Дата обращения: 1 мая 2010. Архивировано 1 апреля 2010 года.
36. ↑  Bush Should Face Prosecution, Says UN Representative. Deutsche Welle (German Public Radio – World Service) (21 января 2009). Дата обращения: 10 марта 2014. Архивировано 1 июня 2008 года.
37. ↑  Getting Away with Torture? Human Rights Watch Calls for Accountability Into U.S. Abuse of Detainees. Дата обращения: 10 марта 2014. Архивировано 10 марта 2014 года.
38. ↑  Bowers, Faye (1 марта 2005). Lawsuit blames Rumsfeld for overseas torture. USA Today. Архивировано 16 марта 2012. Дата обращения: 30 сентября 2017.
39. ↑  Moss, Michael (18 декабря 2006). Former U.S. Detainee in Iraq Recalls Torment. The New York Times. Архивировано 29 апреля 2018. Дата обращения: 18 декабря 2006.
40. ↑  http://blogs.wsj.com/law/2011/08/09/donald-rumsfeld-faces-another-torture-lawsuit/ Архивная копия от 18 ноября 2011 на Wayback Machine  Donald Rumsfeld Faces Another Torture Lawsuit by Patrick G. Lee August 9, 2011 WSJ
41. ↑  http://www.presstv.ir/usdetail/194090.html Архивная копия от 7 октября 2011 на Wayback Machine Court allows torture lawsuit against Rumsfeld Aug 15, 2011 Press TV
42. ↑  http://gulfnews.com/opinions/editorials/iraq-crimes-return-to-haunt-rumsfeld-1.849853 Архивная копия от 11 августа 2011 на Wayback Machine Iraq crimes return to haunt Rumsfeld; Former US defence secretary can no longer deflect responsibility for abuse of detainees August 11, 2011 Gulf News
43. ↑  http://www.dailymail.co.uk/news/article-2024036/2-Americans-CAN-sue-Donald-Rumsfeld-tortured-US-army-Iraq.html?ito=feeds-newsxml Архивная копия от 15 декабря 2014 на Wayback Machine Two American men CAN sue Donald Rumsfeld after 'being tortured by U.S. army in Iraq when they worked for security firm' by Oliver Pickup August 9, 2011 Mail Online
44. ↑  http://articles.boston.com/2011-08-09/news/29868919_1_appeals-court-interrogation-techniques-torture Архивная копия от 10 мая 2012 на Wayback Machine Rumsfeld must face torture suit, appeals court says August 9, 2011 Bloomberg News via Boston.com
45. ↑  Matt Apuzzo. Judge Dismisses Lawsuit Against Rumsfeld (англ.). The Washington Post (28 марта 2007). Дата обращения: 30 сентября 2017. Архивировано 3 июля 2017 года.
46. ↑  Dan Froomkin. Donald Rumsfeld Torture Lawsuit Fizzles, Again (англ.). Huffington Post (13 января 2011). Дата обращения: 10 марта 2014. Архивировано 17 января 2011 года.
47. ↑  David S. Cloud and Eric Schmitt. More Retired Generals Call for Rumsfeld's Resignation (англ.) (недоступная ссылка — история). The New York Times (14 апреля 2006). Дата обращения: 30 августа 2019.
48. ↑  Tom Baldwin. Revenge of the battered generals (англ.). London: The Times (18 апреля 2006). Дата обращения: 22 августа 2008. Архивировано 1 июня 2008 года.
49. ↑  Peter Baker, Josh White. Bush Speaks Out for Rumsfeld (англ.). The Washington Post. Дата обращения: 1 мая 2010. Архивировано 29 июня 2011 года.
50. ↑  Creator’s Syndicate editorial, Pat Buchanan. Available via The Free Lance-Star. Архивная копия от 30 апреля 2016 на Wayback Machine
51. ↑  Bush: Rumsfeld 'exactly what is needed' (англ.). CNN (14 апреля 2006). Дата обращения: 1 мая 2010. Архивировано 1 июня 2008 года.
52. ↑  ABC News (англ.). Дата обращения: 5 февраля 2016. Архивировано из оригинала 28 июня 2011 года.
53. 1 2  Malachi Ritscher. Mission statement (англ.). Savagesound.com (3 ноября 2006). Дата обращения: 30 июня 2013. Архивировано 30 апреля 2013 года.
54. ↑  War Protestor’s Public Suicide in Chicago Went Unnoticed by Media (англ.). Editor & Publisher[англ.] (26 ноября 2006). Дата обращения: 30 июня 2013. Архивировано 3 июля 2013 года.
55. 1 2  Kristin Roberts. Rumsfeld resigned before election, letter shows (англ.). Yahoo! News. Reuters (15 августа 2007). Дата обращения: 8 августа 2011. Архивировано 1 июня 2008 года.
56. ↑  Rumsfeld replaced after poll loss (англ.). BBC News (9 ноября 2006). Дата обращения: 1 мая 2010. Архивировано 1 июня 2008 года.
57. ↑  James Rosen. Rice Offered to Resign Following Bush's 2004 Re-Election (англ.). Fox News (2 октября 2006). Дата обращения: 17 января 2014. Архивировано 1 июня 2008 года.
58. ↑  Rumsfeld quitting as defense secretary (англ.). CNN (9 ноября 2006). Дата обращения: 9 ноября 2006. Архивировано 1 июня 2008 года.
59. ↑  Publishers Abuzz Over Possible Rumsfeld Book — June 27, 2007 — The New York Sun. Дата обращения: 11 мая 2014. Архивировано 20 мая 2008 года.
60. ↑  About the Library (англ.). The Rumsfeld Papers. DHR Holdings LLC. Дата обращения: 21 июня 2011. Архивировано 1 июня 2008 года.
61. ↑  Rachel Rose Hartman. Condoleezza Rice fires back at 'grumpy' Donald Rumsfeld (англ.). Yahoo! News. The Ticket (28 апреля 2011). Дата обращения: 28 апреля 2011. Архивировано 1 июня 2008 года.
62. ↑  Amy Bingham, Steven Portnoy. Rumsfeld: “Time Has Come” To Allow Gays To Serve Openly (англ.). ABC News (11 февраля 2011). Дата обращения: 11 мая 2014. Архивировано 16 марта 2014 года.
63. ↑  Amanda Macias. Former Defense Secretary Donald Rumsfeld, who oversaw Iraq war, dies at 88 (англ.). CNBC (30 июня 2021). Дата обращения: 30 июня 2021. Архивировано 30 июня 2021 года.
64. ↑  Форум экспертов Евразийского дома — Олег Реут: Онлайн конференция: российско-американские отношения и новые независимые государства. Дата обращения: 24 декабря 2011. Архивировано из оригинала 5 февраля 2012 года.
65. ↑  As we know, there are known knowns; there are things we know we know. We also know there are known unknowns; that is to say we know there are some things we do not know. But there are also unknown unknowns—the ones we don’t know we don’t know.
66. ↑  Хэнд, 2021, с. 78.
67. ↑  Ирина Лагунина. Дональд Рамсфелд об Афганистане, "Аль-Каиде" и бин Ладене. Радио Свобода (19 марта 2011). — Интервью. Дата обращения: 30 августа 2019. Архивировано 31 августа 2019 года.